# Pandora TV
Pandora TV es un sitio web de distribución de videos de contenido generado por los anfitriones. Fundado en Corea del Sur en octubre de 2004, Pandora TV es el primer web site de distribución de video en el mundo para poner anuncios a los videoclips de los usuarios sometidos y para proporcionar el espacio de almacenaje ilimitado para los usuarios a la carga por teletratamiento.
En el día enero de 2008, el sitio fue visitado por 20 millones de visitantes únicos mensuales. Tiene sobre 2.5 millones de inventarios video y 2.5 mil millones mensuales.
Han alineado a Pandora TV como el sitio de distribución video user-generated visto de Corea desde 2005 y se alinea dentro de sitios de la tapa 15 en todos los Web site coreanos. (Marzo de 2007) el sitio está disponible en coreano, y desde el abril de 2008, en inglés, chino, y japonés.
Pandora TV levantó sobre $16 millones de las firmas del capital de riesgo de Silicon Valley - las empresas de los altos y DCM - en dos redondos consecutivos de la financiación 2006 y 2007, que representa la inversión extranjera más grande hizo hasta ahora en cualquier arranque coreano del Internet.
El servicio está programado para finalizar el 31 de enero de 2023. Con el final del servicio, ahora será redirigido a Moviebloc.com.